# Classe CA (sous-marin de poche)
La classe CA était une classe de sous-marin de poche  utilisés par la Regia Marina (marine italienne) pendant la Seconde Guerre mondiale. 

## Conception
Ces sous-marins ont été conçus par la société Caproni et construits dans le plus grand secret. Ils ont été conçus à l'origine pour la défense des côtes, mais ont été modifiés par la suite pour devenir des navires d'attaque clandestins semblables aux sous-marins britanniques de la Classe X.

## Service
En 1942, après l'entrée en guerre des États-Unis, Junio Valerio Borghese, commandant de la Decima MAS (l'unité d'opérations spéciales de la marine italienne), a conçu un plan pour attaquer le port de New York en utilisant un sous-marin de poche de type CA et des hommes-grenouilles commandos. Le sous-marin de poche serait transporté à travers l'Atlantique en étant embarqué sur le pont d'un sous-marin plus grand. Le sous-marin italien Leonardo da Vinci a été choisi pour cette tâche et modifié sur la base italienne de Bordeaux (BETASOM). Le CA-2 a été transporté par rail depuis l'Italie et les essais, qui ont été menés près de La Pallice, ont été supervisés par Borghese lui-même à la fin de 1942. Le Leonardo Da Vinci est coulé en mai 1943 avant que l'opération ne puisse être menée à bien. Aucun nouveau bateau n'était disponible et l'armistice italien met fin à la planification.

## Liste des sous-marins
| Nom  | Série | Constructeur                                   | Mis en service | FDestin                     |
| ---- | ----- | ---------------------------------------------- | -------------- | --------------------------- |
| CA 1 | I.    | Caproni, quartier de Taliedo, Royaume d'Italie | 15 avril 1938  | Sabordé le 9 septembre 1943 |
| CA 2 | I.    | Caproni, quartier de Taliedo, Royaume d'Italie | Fin avril 1938 | abordé en 1944              |
| CA 3 | II.   | Caproni, quartier de Taliedo, Royaume d'Italie | Janvier 1943   | Sabordé le 9 septembre 1943 |
| CA 4 | II.   | Caproni, quartier de Taliedo, Royaume d'Italie | Janvier 1943   | Sabordé le 9 septembre 1943 |